# Schizostachyum hainanense
Schizostachyum hainanense är en gräsart som beskrevs av Elmer Drew Merrill och Mcclure. Schizostachyum hainanense ingår i släktet Schizostachyum och familjen gräs. Inga underarter finns listade i Catalogue of Life.